# Eilema griveaudi
Eilema griveaudi är en fjärilsart som beskrevs av De Toulgoët 1960. Eilema griveaudi ingår i släktet Eilema och familjen björnspinnare. Inga underarter finns listade i Catalogue of Life.